# Cía (Costa Rica)
Cía fue un pueblo indígena de Costa Rica, ubicado en la región sudeste del país, en las llanuras de Buenos Aires, cerca de los dominios de los indígenas llamados Cotos o Coctos. El conquistador Antonio Álvarez Pereyra estuvo en sus vecindades en 1563 y fundó allí la ciudad de Nueva Cartago, que tuvo una vida efímera, ya que fue abandonada al mes de existencia. 
En 1569, Cía estaba gobernado por un rey llamado Quizizara y se calculaba su población en un centenar de personas (según otras interpretaciones, un centenar de familias, aunque se sospechaba que tenía más). Se encontraba al lado de otro pueblo llamado Uriaba.
En el ilegal reparto de encomiendas que efectuó el gobernador Pero Afán de Ribera y Gómez en enero de ese año, se adjudicaron 350 indígenas de Cía a Juan de Zárate y 100 a Domingo Jiménez.
El pueblo de Cía estuvo ubicado dentro de la jurisdicción de la ciudad de Nombre de Jesús, fundada en 1570 y abandonada en 1572. Aparentemente también desapareció poco después; para principios del siglo XVII ya no existía.
- Datos: Q5796482